# Tournoi de clôture du championnat du Salvador de football 2005
Navigation
Saison précédente Saison suivante
Le Tournoi Clausura 2005 est le quatorzième tournoi saisonnier disputé au Salvador.
C'est cependant la 61e fois que le titre de champion du Salvador est remis en jeu.
Lors de ce tournoi, le Club Deportivo FAS a conservé son titre de champion du Salvador face aux neuf meilleurs clubs salvadoriens.
Chacun des dix clubs participant était confronté deux fois aux neuf autres équipes. Puis les quatre meilleurs se sont affrontés lors d'une phase finale à la fin du tournoi.
Seulement une place était qualificative pour la Copa Interclubes UNCAF.

## Les 10 clubs participants
| \| CD Águila Alianza FC San Salvador FC CD Atlético Balboa Club Deportivo FAS AD Isidro-Metapan CD Municipal Limeño CD Luis Ángel Firpo Once Lobos Once Municipal Alianza FC San Salvador FC \| Localisation des clubs. |
| CD Águila Alianza FC San Salvador FC CD Atlético Balboa Club Deportivo FAS AD Isidro-Metapan CD Municipal Limeño CD Luis Ángel Firpo Once Lobos Once Municipal Alianza FC San Salvador FC                               |

| Club                | Stade                        | Capacité | Ville              |
| CD Águila           | Stade Juan Francisco Barraza | 10 000   | San Miguel         |
| Alianza FC          | Stade Cuscatlán              | 45 925   | San Salvador       |
| CD Atlético Balboa  | Stade Marcelino Imbers       | 4 000    | La Unión           |
| Club Deportivo FAS  | Stade Oscar Quiteño          | 15 000   | Santa Ana          |
| AD Isidro-Metapan   | Stade Jorge Calero Suárez    | 8 000    | Metapán            |
| CD Municipal Limeño | Stade Jose Ramon Flores      | 5 000    | Santa Rosa de Lima |
| CD Luis Ángel Firpo | Stade Sergio Torres          | 5 000    | Usulután           |
| Once Lobos          | Stade Cesar Hernández        | 15 000   | Chalchuapa         |
| Once Municipal      | Stade Simeón Magaña          | 5 000    | Ahuachapán         |
| San Salvador FC     | Stade Cuscatlán              | 45 925   | San Salvador       |

## Compétition
Le tournoi Clausura se déroule de la même façon que le tournoi saisonnier précédent, en deux phases :
- La phase de qualification : les dix-huit journées de championnat.
- La phase finale : les matchs aller-retour allant des demi-finales à la finale.

### Phase de qualification
Lors de la phase de qualification les dix équipes affrontent à deux reprises les neuf autres équipes selon un calendrier tiré aléatoirement.
Les quatre meilleures équipes sont qualifiées pour les demi-finales.
Le classement est établi sur le barème de points classique (victoire à 3 points, match nul à 1, défaite à 0).
Le départage final se fait selon les critères suivants :
- Le nombre de points.
- La différence de buts générale.
- Le nombre de buts marqué.

#### Classement
| Rang | Équipe                 | Pts | J  | G  | N | P  | Bp | Bc | Diff |
| ---- | ---------------------- | --- | -- | -- | - | -- | -- | -- | ---- |
| 1    | Club Deportivo FAS (T) | 35  | 18 | 10 | 5 | 3  | 30 | 19 | +11  |
| 2    | CD Municipal Limeño    | 30  | 18 | 8  | 6 | 4  | 25 | 19 | +6   |
| 3    | CD Luis Ángel Firpo    | 29  | 18 | 8  | 5 | 5  | 29 | 21 | +8   |
| 4    | Alianza FC             | 28  | 18 | 7  | 7 | 4  | 25 | 17 | +8   |
| 5    | Once Municipal (P)     | 27  | 18 | 8  | 3 | 7  | 19 | 24 | -5   |
| 6    | AD Isidro-Metapan      | 22  | 18 | 6  | 4 | 8  | 20 | 25 | -5   |
| 7    | CD Atlético Balboa     | 21  | 18 | 5  | 6 | 7  | 22 | 21 | +1   |
| 8    | CD Águila              | 20  | 18 | 5  | 5 | 8  | 24 | 27 | -3   |
| 9    | San Salvador FC        | 20  | 18 | 5  | 5 | 8  | 24 | 32 | -8   |
| 10   | Once Lobos (P)         | 12  | 18 | 2  | 6 | 10 | 22 | 35 | -13  |

| Légende : Qualifications et relégations | Légende : Qualifications et relégations                  |
| --------------------------------------- | -------------------------------------------------------- |
|                                         | Qualifié pour les demi-finales                           |
|                                         | (T) : Tenant du titre (P) : Promu de la saison 2003-2004 |

#### Matchs
| Résultats (▼dom., ►ext.)                                   | Agu | Ali | Bal | FAS | Lui | Isi | Lim | Lob | Onc | San |
| CD Águila                                                  |     | 4-1 | 2-1 | 0-3 | 0-0 | 4-2 | 0-2 | 1-1 | 2-0 | 3-3 |
| Alianza FC                                                 | 0-0 |     | 2-1 | 1-1 | 0-1 | 1-1 | 0-0 | 2-0 | 0-1 | 1-1 |
| CD Atlético Balboa                                         | 3-1 | 1-2 |     | 1-2 | 1-1 | 3-0 | 1-2 | 1-1 | 1-2 | 0-0 |
| Club Deportivo FAS                                         | 2-1 | 2-1 | 1-1 |     | 2-1 | 1-2 | 1-2 | 2-1 | 1-0 | 3-0 |
| CD Luis Ángel Firpo                                        | 2-1 | 1-1 | 1-1 | 3-2 |     | 2-0 | 3-0 | 3-1 | 3-0 | 0-1 |
| AD Isidro-Metapan                                          | 1-0 | 1-1 | 0-1 | 1-2 | 1-0 |     | 1-0 | 2-1 | 2-0 | 1-2 |
| CD Municipal Limeño                                        | 1-1 | 2-3 | 1-1 | 1-1 | 4-2 | 1-0 |     | 3-1 | 4-2 | 0-0 |
| Once Lobos                                                 | 2-3 | 0-4 | 1-0 | 0-0 | 5-1 | 1-1 | 1-1 |     | 0-1 | 2-3 |
| Once Municipal                                             | 2-1 | 0-3 | 1-2 | 1-1 | 0-0 | 3-2 | 1-0 | 1-1 |     | 1-0 |
| San Salvador FC                                            | 1-0 | 0-2 | 1-2 | 2-3 | 1-5 | 2-2 | 0-1 | 6-3 | 1-3 |     |
| - Victoire à domicile - Match nul - Victoire à l'extérieur |     |     |     |     |     |     |     |     |     |     |

### Classement cumulatif
| Rang | Équipe                 | Pts | J  | G  | N  | P  | Bp | Bc | Diff |
| ---- | ---------------------- | --- | -- | -- | -- | -- | -- | -- | ---- |
| 1    | Club Deportivo FAS (C) | 67  | 36 | 19 | 10 | 7  | 56 | 38 | +18  |
| 2    | CD Luis Ángel Firpo    | 58  | 36 | 15 | 13 | 8  | 55 | 34 | +21  |
| 3    | San Salvador FC        | 52  | 36 | 14 | 10 | 12 | 54 | 65 | -11  |
| 4    | CD Atlético Balboa     | 51  | 36 | 12 | 15 | 9  | 48 | 34 | +14  |
| 5    | AD Isidro-Metapan      | 51  | 36 | 14 | 9  | 13 | 45 | 49 | -4   |
| 6    | Alianza FC             | 49  | 36 | 13 | 10 | 13 | 44 | 42 | +2   |
| 7    | Once Municipal (P)     | 46  | 36 | 13 | 7  | 16 | 34 | 50 | -16  |
| 8    | CD Águila              | 43  | 36 | 10 | 13 | 13 | 48 | 47 | +1   |
| 9    | CD Municipal Limeño    | 36  | 36 | 8  | 12 | 16 | 37 | 50 | -13  |
| 10   | Once Lobos (P)         | 31  | 36 | 6  | 13 | 17 | 44 | 56 | -12  |

| Légende : Qualifications et relégations | Légende : Qualifications et relégations                                         |
| --------------------------------------- | ------------------------------------------------------------------------------- |
|                                         | Copa Interclubes UNCAF 2005 (en) (1er Tour)                                     |
|                                         | Qualifié pour le barrage de relégation en Segunda División                      |
|                                         | Relégué en Segunda División                                                     |
|                                         | (C) : Vainqueur des deux tournois de l'année (P) : Promu de la saison 2003-2004 |

### Barrage de relégation
| Club                | Aller | Retour | Club         | Commentaire |
| CD Municipal Limeño | 0-2   | 0-0    | CD Coca Cola |             |

### La phase finale
Les quatre équipes qualifiées sont réparties dans le tableau final d'après leur classement général.
En cas d'égalité sur la somme des deux matchs ou lors de la finale, des prolongations puis une séance de tirs au but ont lieu. 

#### Tableau
|  | 1/2 finale          | 1/2 finale          | 1/2 finale          | 1/2 finale | 1/2 finale | 1/2 finale         |                    |     | Finale | Finale | Finale | Finale | Finale |  |
|  |                     |                     |                     |            |            |                    |                    |     |        |        |        |        |        |  |
|  |                     |                     |                     |            |            |                    |                    |     |        |        |        |        |        |  |
|  |                     |                     |                     |            |            |                    |                    |     |        |        |        |        |        |  |
|  | Club Deportivo FAS  | Club Deportivo FAS  | (1)                 | 0          | 4          |                    |                    |     |        |        |        |        |        |  |
|  | Club Deportivo FAS  | Club Deportivo FAS  | (1)                 | 0          | 4          |                    |                    |     |        |        |        |        |        |  |
|  | Alianza FC          | Alianza FC          | (4)                 | 1          | 1          |                    |                    |     |        |        |        |        |        |  |
|  | Alianza FC          | Alianza FC          | (4)                 | 1          | 1          | Club Deportivo FAS | Club Deportivo FAS | (1) | 1      | 2      |        |        |        |  |
|  |                     |                     |                     |            |            |                    | Club Deportivo FAS | (1) | 1      | 2      |        |        |        |  |
|  |                     | CD Luis Ángel Firpo | CD Luis Ángel Firpo | (3)        | 1          | 0                  |                    |     |        |        |        |        |        |  |
|  | CD Municipal Limeño | CD Municipal Limeño | CD Luis Ángel Firpo | (3)        | 1          | 0                  | (2)                | 1   | 1      |        |        |        |        |  |
|  | CD Municipal Limeño | CD Municipal Limeño |                     |            |            |                    | (2)                | 1   | 1      |        |        |        |        |  |
|  | CD Luis Ángel Firpo | CD Luis Ángel Firpo | (3)                 | 6          | 1          |                    |                    |     |        |        |        |        |        |  |
|  | CD Luis Ángel Firpo | CD Luis Ángel Firpo | (3)                 | 6          | 1          |                    |                    |     |        |        |        |        |        |  |

#### Demi-finales
| Club                | Aller | Retour | Club                | Commentaire |
| Club Deportivo FAS  | 0-1   | 4-1    | Alianza FC          |             |
| CD Municipal Limeño | 1-6   | 1-1    | CD Luis Ángel Firpo |             |

#### Finale
| 26 juin 2005 | Club Deportivo FAS                                             | 3:1 (a.p.) | CD Luis Ángel Firpo | Stade inconnu |  |
|              | Gilberto Murgas 34e · Víctor Mafla 95e · Alejandro Bentos 100e | (1:0)      | Adonay Martínez 82e |               |  |

## Bilan du tournoi
| Tableau d'Honneur     |                    |
| Compétition           | Vainqueur          |
| Tournoi Clausura 2005 | Club Deportivo FAS |

| Qualifications continentales 2005-2006 |                     |
| Copa Interclubes UNCAF                 | Qualifiés           |
| Premier tour (en)                      | CD Luis Ángel Firpo |

| Promotions et relégations                                      |                                |
| Relégué en Segunda División                                    | Once Lobos CD Municipal Limeño |
| Promu de Segunda División                                      | CD Coca Cola CD Vista Hermosa  |
| CD Vista Hermosa 5-4 CD Coca Cola 54' 63' 78' 81' 84' 89' 115' |                                |

## Statistiques

### Buteurs
| Rang | Nom                         | Équipe              | Buts |
| 1    | Martin Garcia               | Alianza FC          | 11   |
| 2    | Anel Canales                | Once Municipal      | 9    |
| 2    | Alejandro de la Cruz Bentos | Club Deportivo FAS  | 9    |
| 4    | Nestor Ayala                | Once Lobos          | 8    |
| 4    | Manuel Martinez             | CD Luis Ángel Firpo | 8    |
| 6    | 3 joueurs                   | 3 joueurs           | 7    |